# Первый женский автопробег
Первый женский автопробег — автомобильный пробег, проходивший в СССР с 30 июля по 30 сентября 1936 по маршруту «Москва—Малые Каракумы—Москва».
Целью пробега была популяризация Конституции СССР 1936 года, закона о запрещении абортов, а также проверка того, как «женщина может справиться с машиной в различных условиях». Кроме того, в пути проводился анализ эксплуатации шин.
Участницы пробега стартовали из Москвы, проехали по территориям, расположенным вдоль Волги — от Ярославля до Казани, по Башкирии и Южному Уралу, пересекли Казахстан с севера на юг — от Петропавловска до посёлка Джусалы, затем через приаральскую песчаную пустыню Малые Каракумы добрались до Иргиза и повернули на запад. Миновав Сталинград, свернули на юго-запад, к Ростову-на-Дону, откуда через Донбасс добрались до Киева, после чего, завернув в Минск, вернулись в Москву.
Участницами пробега были 45 человек — исключительно женщины в возрасте от 20 до 35 лет. Более половины из них были водителями, остальные — механиками, специалистами по шинам, корреспондентами. Командором пробега была назначена Анастасия Петровна Волкова, работавшая шофёром автобазы Главсевморпути. В пробеге также принимали участие кинооператоры Оттилия Рейзман и Мария Сухова, снимавшие о нём документальный фильм.
Передвижение осуществлялось на 15 автомобилях — 10 легковых (ГАЗ-А) и 5 пикапах (один из пикапов присоединился к пробегу в Горьком). Автомобили не были новыми, а одна из машин принимала участие в Каракумском пробеге 1933 года.
Климатические и дорожные условия пробега были непростыми: на Урале пришлось пробираться через перевалы по крутым горным дорогам, в Казахстане долгое время передвигались в условиях бездорожья, по грязи и пескам. Порой автомобили застревали, и их приходилось выносить на руках. Также проблемой была значительная разница между дневной и ночной температурами. Средняя техническая скорость составила примерно 30 км/ч.
Об автопробеге активно писала пресса, в том числе профессиональные издания («За рулём», «Мотор»). После завершения пробега его участницы были награждены грамотами ЦИК СССР, а командор А. П. Волкова — орденом «Знак Почёта».